# Laßt die Bären los!
Laßt die Bären los! (1968, Originaltitel: Setting Free the Bears) ist der erste Roman des US-amerikanischen Schriftstellers John Irving und wurde von Michael Walter übersetzt.
Irving studierte 1963 am Institute of European Studies in Wien. Der Roman wurde zwischen 1965 und 1967 auf Grundlage von Irvings Verständnis der Stadt und der rebellischen Jugend der 1960er Jahre geschrieben. Das Originalmanuskript des Buches wurde 1967 als Masterarbeit an der Writer’s Workshop der University of Iowa eingereicht, später erweitert und in der überarbeiteten Fassung veröffentlicht. Dieses Buch behandelt viele Themen, die in Irvings späteren Bücher auftauchen.

## Handlung
Der Erstlingsroman von John Irving erzählt die Geschichte von Siggi Javotnik und Hannes Graff, zwei nicht gerade erfolgsverwöhnten Studenten. Unter anderem treffen wir in dieser Geschichte auf ein Großstadt-süchtiges Mädel vom Land, den österreichischen Bundesadler, Nachtwächter im Tiergarten Schönbrunn, einen mystischen Motorradmeister, Honigbienen, die Benno-Blum-Bande und einen asiatischen Kragenbären.
Es ist eine tragisch-komische und skurrile Geschichte. Aus heutiger Sicht interessant sind die in dieser Geschichte verpackten zeitgeschichtlichen Betrachtungen der Kriegs- und Nachkriegsjahre.

## Sprache
Die Geschichte spielt teilweise in Wien; die in der deutschsprachigen Übersetzung des Romans verwendete Sprache wird von Wienern als Kunstsprache empfunden, die in Österreich ungebräuchliche Wörter enthält.

## Sonstiges
Das Buch wurde 2005 im Rahmen der Aktion Eine Stadt. Ein Buch. in Wien gratis verteilt.